# Добрейци
Добрейци (на македонска литературна норма: Добрејци) е село в община Струмица на Северна Македония.

## География
Селото е разположено на 2 km северно от Струмица и на практика е махала на града.

## История
През XIX век селото е чисто българско. Църквата „Свети Илия“ е от 1812 година. В „Етнография на вилаетите Адрианопол, Монастир и Салоника“, издадена в Константинопол в 1878 година и отразяваща статистиката на населението от 1873 година, Добренци (Dobrentzi) е посочено като село с 20 домакинства, като жителите му са 72 българи. Според статистиката на Васил Кънчов („Македония. Етнография и статистика“) от 1900 година селото е населявано от 250 жители, всички християни.
В началото на XX век цялото село е под върховенството на Българската екзархия. По данни на секретаря на екзархията Димитър Мишев („La Macédoine et sa Population Chrétienne“) през 1905 година в селото има 160 българи екзархисти, 6 власи и 36 цигани. Там функционира българско училище.
По време на Хуриета на 10 март нов стил (25 февруари стар стил) 1909 година в селото е основано бюро (клон) на Съюза на българските конституционни клубове. Един от селяните изпраща дописка до вестника „Отечество“, орган на партията:
| „ | Съзнавайки голѣмата полза отъ клубоветѣ и желайки умственото и нравственото повдигане на всички въ селото ни, на 25 февр. основахме български конституц. клубъ. Въ бюрото се избраха Василъ Насковъ, Антонъ Георгиевъ, Веле Евтимовъ, Гоне Ангеловъ и Трайко Маневъ. | “ |

При избухването на Балканската война в 1912 година 3 души от Добрейци са доброволци в Македоно-одринското опълчение. Селото остава в Сърбия след Междусъюзническата война в 1913 година.
Според преброяването от 2002 година Добрейци има 1764 жители – всичките северномакедонци. В селото има основно училище „Сандо Масев“ и футболен клуб Илинден.
Според данните от преброяването през 2021 година Добрейци има 1507 жители.

## Личности
Родени в Добрейци
- Васе Митов, български революционер от ВМОРО, четник на Мише Развигоров[11]
- Димитър Костадинов, македоно-одрински опълченец, нестроева рота на 3-та солунска дружина[12]
- Илия Велев (р. 1959), северномакедонски поет и писател
- Стоян Василев (Василиев), македоно-одрински опълченец, 1-ва рота на 5-а одринска дружина[13]
- Тилю Георгиев, македоно-одрински опълченец, нестроева рота на 3-та солунска дружина[14]